# الضيعة (السياني)

تعديل مصدري - تعديل

الضيعة هي إحدى قرى عزلة العربيين بمديرية السياني التابعة لمحافظة إب، بلغ تعداد سكانها 331 نسمة حسب تعداد اليمن لعام 2004.